# Exema conspersa
Exema conspersa är en skalbaggsart som först beskrevs av Mannerheim 1843.  Exema conspersa ingår i släktet Exema och familjen bladbaggar. Inga underarter finns listade i Catalogue of Life.